# Silberkrugrennen
Die Silberkrugrennen waren internationale alpine Skirennen in Bad Gastein im österreichischen Bundesland Salzburg, die ab 1961 als FIS-I-A-Rennen und von 1968 bis 1988 als Weltcuprennen der Damen ausgetragen wurden.

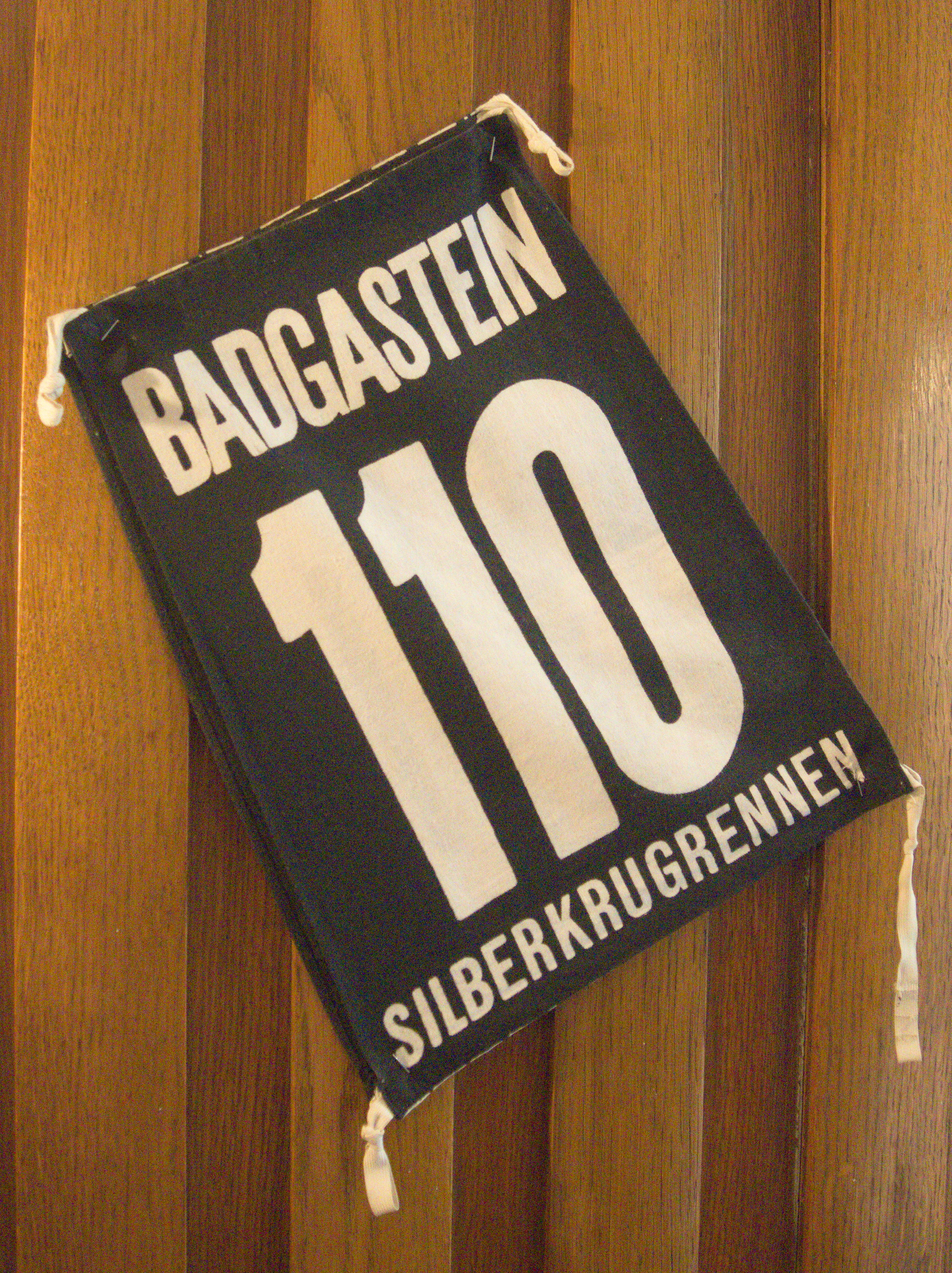
Startnummer von den Silberkrugrennen, ausgehängt im Hotel Mozart in Bad Gastein

Nach Errichtung eines Sesselliftes und Planung einer FIS-Strecke am Graukogel wurde 1951 das erste Silberkrugrennen des Skiclubs Bad Gastein durchgeführt. Bei der Premiere wurde ein Riesenslalom für Damen und Herren ausgetragen, den Lotte Blattl und Ernst Oberaigner gewannen. Der Name des Rennens leitet sich vom Bad Gasteiner Wappensymbol, einem Silberkrug, ab. Nach weiteren Austragungen der Silberkrugrennen für Damen und Herren in verschiedenen Disziplinen und Durchführung der Weltmeisterschaften 1958 begannen in Bad Gastein Bemühungen, die Silberkrugrennen als Österreichs FIS-I-A-Rennen der Damen zu positionieren, während die Herren dort nicht mehr starten sollten. Nach erfolgreichen Verhandlungen wurden die 5. Internationalen Silberkrugrennen im Jahr 1961 erstmals als FIS-I-A-Rennen, der damals höchsten Rennklasse, ausgetragen. Zuvor waren Österreichs FIS-A-Rennen der Damen die Wettkämpfe der Hahnenkammrennen in Kitzbühel gewesen, die 1961 als FIS-B-Rennen ausgetragen wurden und 1962 einer Umstellung im internationalen Rennkalender zum Opfer fielen.
Ab 1962 wurden die Silberkrugrennen im Zweijahresrhythmus abwechselnd mit den Goldschlüsselrennen im Montafon ausgetragen. Gab es 1961 und 1962 noch Rennen in allen Disziplinen (Abfahrt, Riesenslalom, Slalom und Kombination), wurde ab 1964 der Riesenslalom nicht mehr ausgetragen und die Kombinationswertung um den Silberkrug von einer Dreier- zu einer Zweierkombination (Abfahrt/Slalom). 1968 wurden die Bad Gasteiner Damenrennen erstmals im Rahmen des ein Jahr zuvor eingeführten Weltcups ausgetragen, wobei anfänglich die Kombinationswertung nicht zum Weltcup zählte. Nach Ende der Montafoner Goldschlüsselrennen anno 1983 wurden die Silberkrugrennen weiterhin im Zweijahresrhythmus ausgetragen, bis im Jahre 1988 auch die Gasteiner Rennen zum letzten Mal stattfanden. Insgesamt wurden von 1968 bis 1988 elf Mal Damenweltcuprennen in Bad Gastein ausgetragen. Während dieser Zeit war die Liechtensteinerin Hanni Wenzel die erfolgreichste Teilnehmerin. Sie gewann von 1980 bis 1984 vier Weltcuprennen und 1978 die nicht zum Weltcup zählende Kombination. Seit dem Ende der Silberkrugrennen gibt es in Bad Gastein keine größeren alpinen Skirennen mehr, doch seit 2001 gastiert der Snowboard-Weltcup in dem Salzburger Ort.

## Podiumsplatzierungen

### FIS-I-A-Rennen
| Jahr | Disziplin    | 1. Platz                | 2. Platz            | 3. Platz                        |
| ---- | ------------ | ----------------------- | ------------------- | ------------------------------- |
| 1961 | Abfahrt      | Erika Netzer            | Heidi Biebl         | Arlette Grosso und Christl Haas |
| 1961 | Riesenslalom | Giuliana Chenal Minuzzo | Arlette Grosso      | Anne-Marie Leduc                |
| 1961 | Slalom       | Marianne Jahn           | Heidi Biebl         | Marit Haraldsen                 |
| 1961 | Kombination  | Erika Netzer            | Marianne Jahn       | Arlette Grosso                  |
| 1962 | Abfahrt      | Erika Netzer            | Barbara Henneberger | Christl Haas                    |
| 1962 | Riesenslalom | Traudl Hecher           | Marianne Jahn       | Heidi Biebl                     |
| 1962 | Slalom       | Marianne Jahn           | Marielle Goitschel  | Sieglinde Bräuer                |
| 1962 | Kombination  | Marianne Jahn           | Traudl Hecher       | Barbara Henneberger             |
| 1964 | Abfahrt      | Christl Haas            | Traudl Hecher       | Marielle Goitschel              |
| 1964 | Slalom       | Jean Saubert            | Marielle Goitschel  | Annie Famose                    |
| 1964 | Kombination  | Marielle Goitschel      | Jean Saubert        | Traudl Hecher                   |
| 1966 | Abfahrt      | Traudl Hecher           | Christl Haas        | Madeleine Bochatay              |
| 1966 | Slalom       | Nancy Greene            | Marielle Goitschel  | Traudl Hecher                   |
| 1966 | Kombination  | Traudl Hecher           | Nancy Greene        | Christl Haas                    |

### Weltcuprennen
| Jahr | Disziplin        | 1. Platz              | 2. Platz              | 3. Platz             |
| ---- | ---------------- | --------------------- | --------------------- | -------------------- |
| 1968 | Abfahrt          | Olga Pall             | Christl Haas          | Divina Galica        |
| 1968 | Slalom           | Florence Steurer      | Marielle Goitschel    | Gertrud Gabl         |
| 1968 | Kombination (1)  | Florence Steurer      | Marielle Goitschel    | Olga Pall            |
| 1970 | Abfahrt          | Isabelle Mir          | Florence Steurer      | Michèle Jacot        |
| 1970 | Slalom           | Ingrid Lafforgue      | Betsy Clifford        | Dominique Mathieux   |
| 1970 | Kombination (1)  | Ingrid Lafforgue      | Françoise Macchi      | Betsy Clifford       |
| 1972 | Abfahrt          | Annemarie Pröll       | Wiltrud Drexel        | Isabelle Mir         |
| 1972 | Slalom           | Britt Lafforgue       | Françoise Macchi      | Annemarie Pröll      |
| 1972 | Kombination (1)  | Annemarie Pröll       | Françoise Macchi      | Marie-Theres Nadig   |
| 1974 | Abfahrt          | Annemarie Moser-Pröll | Marie-Theres Nadig    | Wiltrud Drexel       |
| 1974 | Slalom           | Christa Zechmeister   | Fabienne Serrat       | Monika Kaserer       |
| 1974 | Kombination (1)  | Annemarie Moser-Pröll | Monika Kaserer        | Fabienne Serrat      |
| 1974 | Riesenslalom (2) | Fabienne Serrat       | Lise-Marie Morerod    | Rosi Mittermaier     |
| 1976 | Abfahrt          | Doris De Agostini     | Marlies Oberholzer    | Elfi Deufl           |
| 1976 | Slalom           | Rosi Mittermaier      | Claudia Giordani      | Cindy Nelson         |
| 1976 | Kombination      | Bernadette Zurbriggen | Monika Kaserer        | Betsy Clifford       |
| 1978 | Abfahrt          | Evi Mittermaier       | Annemarie Moser-Pröll | Marie-Theres Nadig   |
| 1978 | Slalom           | Lise-Marie Morerod    | Hanni Wenzel          | Perrine Pelen        |
| 1978 | Kombination (1)  | Hanni Wenzel          | Marie-Theres Nadig    | Brigitte Habersatter |
| 1980 | Abfahrt          | Marie-Theres Nadig    | Annemarie Moser-Pröll | Hanni Wenzel         |
| 1980 | Slalom           | Hanni Wenzel          | Perrine Pelen         | Erika Hess           |
| 1980 | Kombination      | Hanni Wenzel          | Annemarie Moser-Pröll | Cindy Nelson         |
| 1982 | Abfahrt 1 (3)    | Holly Flanders        | Lea Sölkner           | Sylvia Eder          |
| 1982 | Abfahrt 2        | Sylvia Eder           | Elisabeth Chaud       | Holly Flanders       |
| 1982 | Slalom           | Erika Hess            | Ursula Konzett        | Fabienne Serrat      |
| 1982 | Kombination (4)  | Erika Hess            | Irene Epple           | Lea Sölkner          |
| 1984 | Abfahrt          | Hanni Wenzel          | Irene Epple           | Maria Walliser       |
| 1984 | Slalom           | Perrine Pelen         | Roswitha Steiner      | Dorota Tlałka        |
| 1984 | Kombination      | Hanni Wenzel          | Olga Charvátová       | Tamara McKinney      |
| 1986 | Abfahrt 1 (5)    | Katharina Gutensohn   | Liisa Savijarvi       | Laurie Graham        |
| 1986 | Abfahrt 2        | Maria Walliser        | Sieglinde Winkler     | Katharina Gutensohn  |
| 1986 | Slalom           | Anni Kronbichler      | Erika Hess            | Vreni Schneider      |
| 1986 | Kombination      | Maria Walliser        | Erika Hess            | Brigitte Oertli      |
| 1988 | Abfahrt          | Beatrice Gafner       | Brigitte Oertli       | Veronika Wallinger   |
| 1988 | Slalom           | Vreni Schneider       | Christa Kinshofer     | Corinne Schmidhauser |
| 1988 | Kombination      | Brigitte Oertli       | Vreni Schneider       | Petra Kronberger     |